# Rhopalomeces fulgurans
Rhopalomeces fulgurans là một loài bọ cánh cứng trong họ Cerambycidae.